# 陳俊達
陳俊達（英語：Hagen Troy Tan，Junda Chen，8月30日—），新加坡創作歌手，在英國霍夫成長和生活。他之前的藝名是陳孟奇，2012年改為陳俊達。陳俊達曾為多位歌手寫過歌，包括歐得洋、庾澄慶、潘瑋柏、郭美美、梁文音和蔡依林等等。
2011年，陳俊達發表自己的首張個人專輯《標準答案》。這張專輯被Review Asian Pop、Teens、8 days 及 I Weekly and U Weekly and Seventeen等各大媒體雜誌推薦。專輯中的歌曲《I believe in you》成為香港電視劇《萬福樓》 的片尾曲。
2011年4月，陳俊達成為了新加坡健康促進委員會的第一位健康形象大使。而且，陳俊達也為新加坡健康促進委員會創作並演唱它的主題曲《我的選擇》。
除了音樂，陳俊達也多次與《Augustman》和《Men's Folio》合作拍攝照片，他也登上了《HMI》、《Teens Mag》和《Ezyhealth》等雜誌的封面。
2013年5月，《My Paper》特別提到陳俊達被提名為「引領下個潮流的新加坡歌手」。

## 生平

### 童年和家庭生活
陳俊達14歲時離開了新加坡到英國貝勒比斯學院留學，他是畢業于倫敦布魯內爾大學的頂尖學生之一，在室內設計專業獲得了一等獎的榮譽。儘管有一些天賦，但陳俊達經過了一段漫長而艱難的旅程才發掘了自己寫歌作曲的才能，成為了今天的他。由於對音樂和演唱充滿熱情，陳俊達在新加坡度過的童年大部分時間都花在這些方面的培養上。他的祖母在陳俊達10-13歲時為他報讀Yamaha學校，在學校的兒童藝術中心陳俊達為他的中國文化和華語音樂打下了基礎。雖然在英國時，他的興趣轉向了攝影，但音樂仍是陳俊達生活中不可或缺的一部分。他的父母和祖母一直支援陳俊達的藝術理想，因此陳俊達能在一個創造力被鼓勵並且尊重的環境中成長。

### 在音樂界的奮鬥和早期的歷程
在17歲時，陳俊達回新加坡度假時已被人發掘其才華。他在一個卡拉OK 房間唱歌時，吸引了一位藝人經紀人，但由於學校的規定，當時的他不能加入任何團體。不過，這段經歷推動陳俊達重新開始寫歌作曲。他開始嘗試不同的音樂類型以尋找最適合自己的風格。不久之後，他遇到另一位藝人經紀人，那時他經歷了他音樂生涯中最困難的時期之一。很多年間，陳俊達寫了一首又一首的歌但始終找不到突破口。他的經紀人一直施壓給他又不斷地讓他失望。這使得陳俊達更堅強更有韌性，在5年時間裡，陳俊達寫了超過2800首歌曲。經過這5年之後，陳俊達決定離開音樂界因為他覺得自己不適合那裡。
2004年，總部在臺灣的索尼音樂的一位出版經理打電話給陳俊達，在與索尼音樂第一年的合約中，陳俊達為臺灣美籍華語流行歌手潘瑋柏創作了「Baby Bye」 這首歌。不過事與願違，在這第一首歌之後，他的經紀人就不再用他的歌了。經歷過在學校和人際關係中的種種創傷後，他的自尊心在這段歷程中傷痕累累。但是，這些不信任和挫折卻激勵陳俊達登上更高的臺階。
儘管在音樂界不同公司中經歷了很多艱難的遭遇，但陳俊達始終堅持自己的信念理想。最終索尼ATV的出版經理Elliot Huang邀請陳俊達與索尼音樂續約，Elliot對陳俊達的鼓勵和信任説明陳俊達重拾信心並站穩腳步，所以在與索尼音樂續約的第一年，陳俊達為亞洲流行音樂天后蔡依林寫的歌《馬德里不思議》收錄在其《舞娘》這張專輯裡，為蔡依林贏得「年度最佳女歌手」

### 專業突破和成就（2007年至今）
從那時起，陳俊達成為索尼唱片公司（亞洲）最頂尖的創作歌手之一。他寫了無數成功的曲子，與亞洲很多著名的歌手合作，包括歐得洋、庾澄慶、潘瑋柏、郭美美、梁文音和臺灣流行音樂天后蔡依林以及多產的填詞人Albert Leung等等。除了專輯創作，陳俊達也為國際上很多電視連續劇創作主題曲。他創作的熱門歌曲《我是你的天空》， 收錄在歐得洋的《101封情書》專輯中，這首歌也成為新加坡電視劇《緣之燴》的片頭曲。陳俊達首張個人專輯《標準答案》中的歌曲《I believe in you》成為由著名的香港演員宣萱主演的電視劇《萬福樓》的片尾曲，《我是你的天空》、《第一次我》、《快樂就好》以及《標準答案》四首歌也是其他電視劇的配樂。2011年，陳俊達成功地跨入華語流行音樂樂壇 ，發表了自己的首張個人專輯《標準答案》。
因為自己過去的經歷，陳俊達專注于通過他的音樂影響社會和年輕人。通過他的歌曲，陳俊達希望號召大家憐憫並説明那些有需要的人群。陳俊達樂觀積極的態度和富有創造力的才華也受到新加坡健康促進委員會的認可，2011年4月，陳俊達成為了新加坡健康促進委員會的第一位健康形象大使。他也為新加坡健康促進委員會創作並演唱它的主題曲《我的選擇》。
2013年3月，陳俊達正式發佈他的首張EP《不壞了》，這張EP是為新加坡癌症協會做一份奉獻，陳俊達也成為新加坡癌症協會首位正式的明星大使。
2014年1月，陳俊達發行單曲《勇敢Brave》。

## 音樂作品

### 個人專輯
| 專輯 # | 專輯名稱                   | 發行日期      | 曲目 |
| ------ | -------------------------- | ------------- | --- |
| 1st    | 永遠都在（新加坡版）       | 2007年11月    | 曲目 CD 1. 永遠都在 2. 手牽手 3. 有你就好 4. 我只要你 5. 只要有你 6. 我相信 7. 簡單心裡快樂化 8. 因為有她 9. 門 10. 夜合花 11. 我不會忘記 我的爺爺                                             |
| 1st    | 永遠都在（台灣版）         | 2008年5月     | 曲目 CD 1. 永遠都在 2. 手牽手 3. 有就好 4. 我只要 5. 只要有 6. 我相信 7. 不用懼怕 8. 因為有祂 9. 神的禮物 10. 真正的家 11. 讚美 12. 為了我                                                     |
| 1st    | 永遠都在（2009感恩祝福版） | 2009年        | 曲目 CD 1. 永遠都在 2. 手牽手 3. 有就好 4. 我只要 5. 只要有 6. 我相信 7. 不用懼怕 8. 因為有祂 9. 神的禮物 10. 真正的家 11. 讚美 12. 為了我 13. 耶穌恩友 14. 全心來讚美 15. 主耶穌愛我 16. 決定 |
| 2nd    | 全新敬拜讚美               | 2009年11月    | 曲目 CD 1. 展翅飛翔 2. 榮耀歸我主 3. 我的主題曲 4. 愛的色彩 5. 主我獻上生命給 6. 路途 7. 是光 8. 主永遠與我同在 9. 有人在為你禱告 10. 背起十架 11. I Believe in You                            |
| 3rd    | 標準答案                   | 2011年3月21日 | 曲目 CD 1. 沒品 (可以不可以) 2. 標準答案 3. 第一次我 4. 我是你的天空 5. 你是光 6. 快樂就好 7. 媽媽的偉大 8. 跟你說 9. 木偶 10. 妹妹 11. I Believe in You                                       |

### EP
| EP # | EP名稱 | 發行日期      | 曲目                                                                                |
| ---- | ------ | ------------- | ----------------------------------------------------------------------------------- |
| 1st  | 你我祂 | 2010年        | 曲目 CD 1. 遇見了你（艾青合唱） 2. 力量的理由 3. 媽媽的偉大 4. 爸爸我愛你 5. 妹妹   |
| 2nd  | 不壞了 | 2013年3月31日 | 曲目 CD 1. 不壞了 2. 壞了 3. 不壞了（Charity Donation） 4. 壞了（Charity Donation） |

### 單曲

#### 2009年
- 我們的愛（新加坡電影《大喜事》主題曲，姚蕙敏合唱）
- 我捨不得（新加坡電影《大喜事》插曲）
- 雙喜（新加坡電影《大喜事》插曲）
- 爱反复（新加坡電影《大喜事》插曲，卓犹燕合唱）

#### 2011年
- The Choice is Mine（新加坡健康促進委員會反吸煙英文版主題曲）
- 我的選擇（新加坡健康促進委員會反吸煙中文版主題曲）

#### 2013年
- 世界不壞了（楊孝芬合唱，此曲獻給新加坡癌症協會）

#### 2014年
- Brave（收錄于單曲《勇敢Brave》专辑）

#### 2016年
- 我的阿嬷，我的HERO（此自作曲獻給俊達的阿嬤，并未正式发行）

#### 2018年
- 我看見了（此自作曲為Total Swiss公司創作，并未正式发行）

## 非個人主唱之作品列表

### 2005年
|                           |  |
| - 潘瑋柏 - Baby Bye（曲） |  |

### 2006年
|                               |                               |
| - 庾澄慶 - 仙人掌與蜥蜴（曲） | - 蔡依林 - 馬德里不思議（曲） |

### 2007年
| | |
| - 迷路兵 - 我為什麼還愛你（曲） - 歐得洋 - 我是你的天空（曲） - 郭美美 - 不要怕（曲） - 郭美美 - 奇異果（曲） | - 郭美美 - 新年快樂，我的愛（曲、詞） - 孫耀威 - 永遠保護你（曲） - 陳偉聯 - 路邊一棵榕樹下（曲、詞） |

### 2008年
| | |
| - BOBO - 大明星（曲） - 何維健 - 忘得掉（曲、詞） - 梁文音 - 愛一直存在（曲、詞） - 梁文音 - 咬人貓（曲） - 陳柏宇 - Mr. Adult（曲） | - 陳柏宇 - 你來自哪顆星（曲） - 陳世維 - 我一定會全心全意愛著你（曲、編） - 蔡淳佳、金海心 - 女人們的咖啡（曲） - 蔡淳佳 - 銀白色月光（曲） |

### 2009年
| | |
| - 兄弟聯 - 又怎樣（曲） - 方力申 - 愛情年華（曲） - 吴庆康、陈丽伊 - 习惯（曲） - 李克勤 - 早餐A（曲） | - 郭書瑤 - 來不及說再見（曲） - 張靚穎 - 靠近你（曲） - 陳柏宇 - 拍一半拖（曲） - 鄭元暢 - 暢一首歌（曲） |

### 2010年
|                                                                                          |                                                                                           |
| - 泳 兒 - Close To My Heart（曲） - 唐禹哲 - You Are The One（曲） - 商東茜 - 躲雨（曲） | - 鄭中基 - 我愛平底鍋（曲） - 陳柏宇 - 關注我（曲、編） - 陳偉霆 - 怎麼你的手機要響（曲） |

### 2011年
|                                                     |                                             |
| - SD5 - Shining Diamond（曲） - SD5 - Jump Up（曲） | - SD5 - 沒品（曲、詞） - SD5 - 誰（曲、編） |

### 2012年
|                           |  |
| - 王識賢 - 起手無回（曲） |  |

### 2013年
|                      |  |
| - Box - 大笨鐘（曲） |  |

### 2025年
|                             |  |
| - 呂爵安 - 離開伊甸園（曲） |  |

## 注腳
1. ↑  Chan, Boon (June 24, 2011). "Review Asian Pop". Straits Time's Lifep. D7
2. ↑  .   [2020-09-21]. （原始内容存档于2019-10-22）.
3. ↑  HTTP://breathe.sg/choices/knowing-loving-and-respecting-yourself-the-choice-is-yours/ 的存檔，存档日期2011-08-14.
4. ↑  .   [2022-07-28]. （原始内容存档于2019-10-17）.
5. ↑  .   [2020-09-21]. （原始内容存档于2018-01-19）.

## 外部連結
- 陳俊達的Facebook專頁
- 陳俊達的X（前Twitter）
- YouTube上的陳俊達頻道
- 陳俊達的Instagram帳戶